# 諫早一学
諫早 一学（いさはや いちがく、1827年10月21日〈文政10年9月1日〉 - 1895年〈明治28年〉12月19日）は、江戸時代後期の武士。肥前国佐賀藩の家老。諫早鍋島家（諫早氏）16代当主。後に貴族院議員。

## 略歴
12代諫早邑主・諫早茂洪の四男として誕生。室は鍋島直与長女・婉（明照院）。
1862年（文久2年）、甥で15代邑主・諫早武春が16歳で没したため邑主となった。代々邑主は佐賀藩家老にあたり、尊王運動に加わった。明治維新後、士族の反乱として佐賀の乱、西南戦争が勃発するが、旧佐賀藩士を率いて政府軍を援護する働きをした。1884年（明治17年）、諫早銀行設立に中心人物として携わる。1890年（明治23年）9月29日、貴族院多額納税者議員となり、1892年（明治25年）10月7日に辞職した。
1895年（明治28年）、死去。享年69。士族の反乱を抑えた功績により、養嗣子・家崇（諫早茂孫の長男）は1897年（明治30年）に男爵に叙爵された。

## 栄典
- 1887年（明治20年）12月27日 - 銀製黄綬褒章[5]
- 1895年（明治28年）12月13日 - 従五位[6]